# Sekundærrute 597
Sekundærrute 597 er en rutenummereret landevej i Nordjylland.
Ruten går fra primærrute 40 nord for Aalbæk mod vest til Tversted og slutter ved Europavej E39 vest for Åbyen ved Hirtshals.
Rute 597 er den sekundærrute, der har det højeste nummer, og den er også den nordligste sekundærrute.
Rute 597 har en længde på 25,6 km.